# Locomotiva bavarese S 3/6

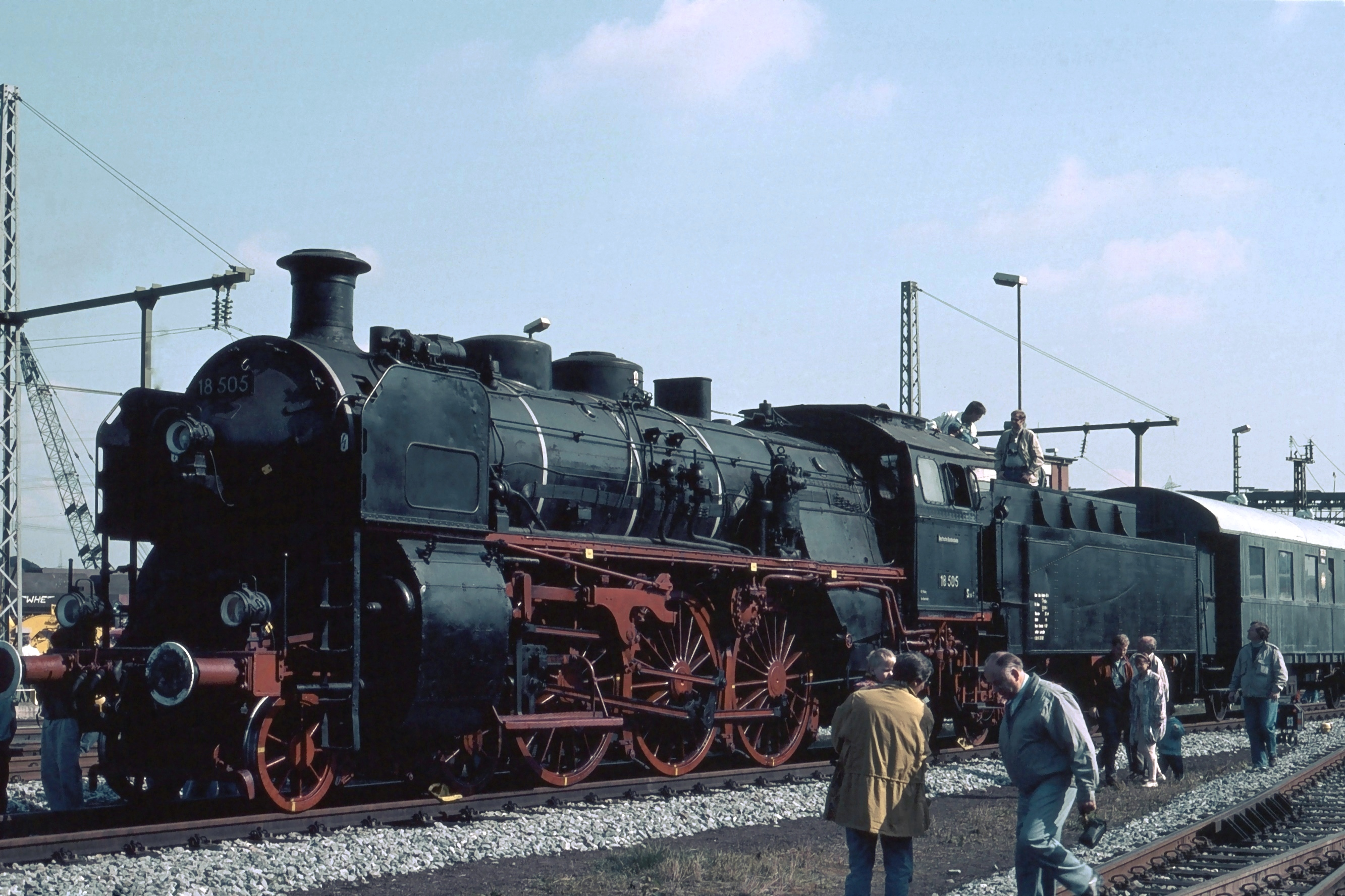
La Br 18 delle DB: una locomotiva derivata dal gruppo

Le locomotive del tipo S 3/6 sono state locomotive a vapore con tender delle Königliche Bayerische Staats-Eisenbahnen (Reali ferrovie dello stato bavaresi) per servizio viaggiatori a 3 assi motori accoppiati. Hanno dato seguito ad una lunga serie di locomotive derivate per le ferrovie della Germania e di altri paesi. Sono considerate tra le più belle locomotive a vapore mai prodotte.

## Storia
Il progetto della locomotiva del gruppo S 3/6 venne elaborato nei primi anni del nuovo secolo dall'ingegnere Hammel della Maffei di Monaco di Baviera. A differenza della tendenza che si stava affermando, prima nelle ferrovie prussiane e successivamente anche in Italia, ad usare la semplice espansione e il vapore surriscaldato che permettevano la semplificazione tecnica del motore, a due cilindri, la Maffei e le Ferrovie Bavaresi puntarono al sistema compound cioè a 4 cilindri a due stadi di pressione, alta e bassa. Tale decisione comportava una elevata precisione dell'apparato motore e della distribuzione e ciò venne realizzato nella S 3/6 che si dimostrò una macchina veloce, potente ed affidabile. Le locomotive iniziarono ad essere costruite nel 1907 e proseguirono fino al 1930. Dopo la prima guerra mondiale un gruppo di 16 locomotive del tipo S 3/6 venne ceduto in conto riparazioni di guerra alla Francia e svolse un buon servizio sulla rete francese dello Stato (SNCF) alla testa di treni rapidi ed espressi; alcune locomotive vennero cedute per lo stesso motivo alle ferrovie del Belgio, (SNCB). Agli inizi degli anni trenta le S 3/6 vennero reimmatricolate nel nuovo gruppo P 18 continuando a svolgere servizio alla testa di treni importanti e prestigiosi come l'espresso Rheingold. Nel dopoguerra, tra 1952 e 1956 il gruppo viene sottoposto ad un ammodernamento con la sostituzione della caldaia e della cabina con quella unificata e incalzate dalle elettrificazioni si avviano a servizi sempre meno importanti fino al loro accantonamento agli inizi degli anni sessanta.

## Caratteristiche
Le locomotive erano a 3 assi accoppiati con carrello a due assi anteriore e un asse portante posteriore.
La caldaia a 15 bar di pressione sviluppava la potenza di 2000 CV. Avevano un meccanismo motore a 4 cilindri, di cui 2 a bassa pressione e 2 ad alta pressione, sistema compound. Si trattava di una locomotiva prevista soprattutto per il traino di treni veloci sulle linee delle ferrovie bavaresi; la sua classificazione infatti la identificava come S, (schnellzug=treno veloce), a 3 assi accoppiati motori su 6 complessivi.
Il tender era carrelli e portava 8,7 t di carbone e 27,4 metri cubi di acqua.
La prima livrea era molto elegante, in verde con filetti in oro; un'altra livrea analoga per le filettature oro aveva la tonalità blu al posto del verde. Con l'immatricolazione nelle ferrovie tedesche il colore venne sostituito dal classico nero con parti del rodiggio in rosso.

## Galleria d'immagini

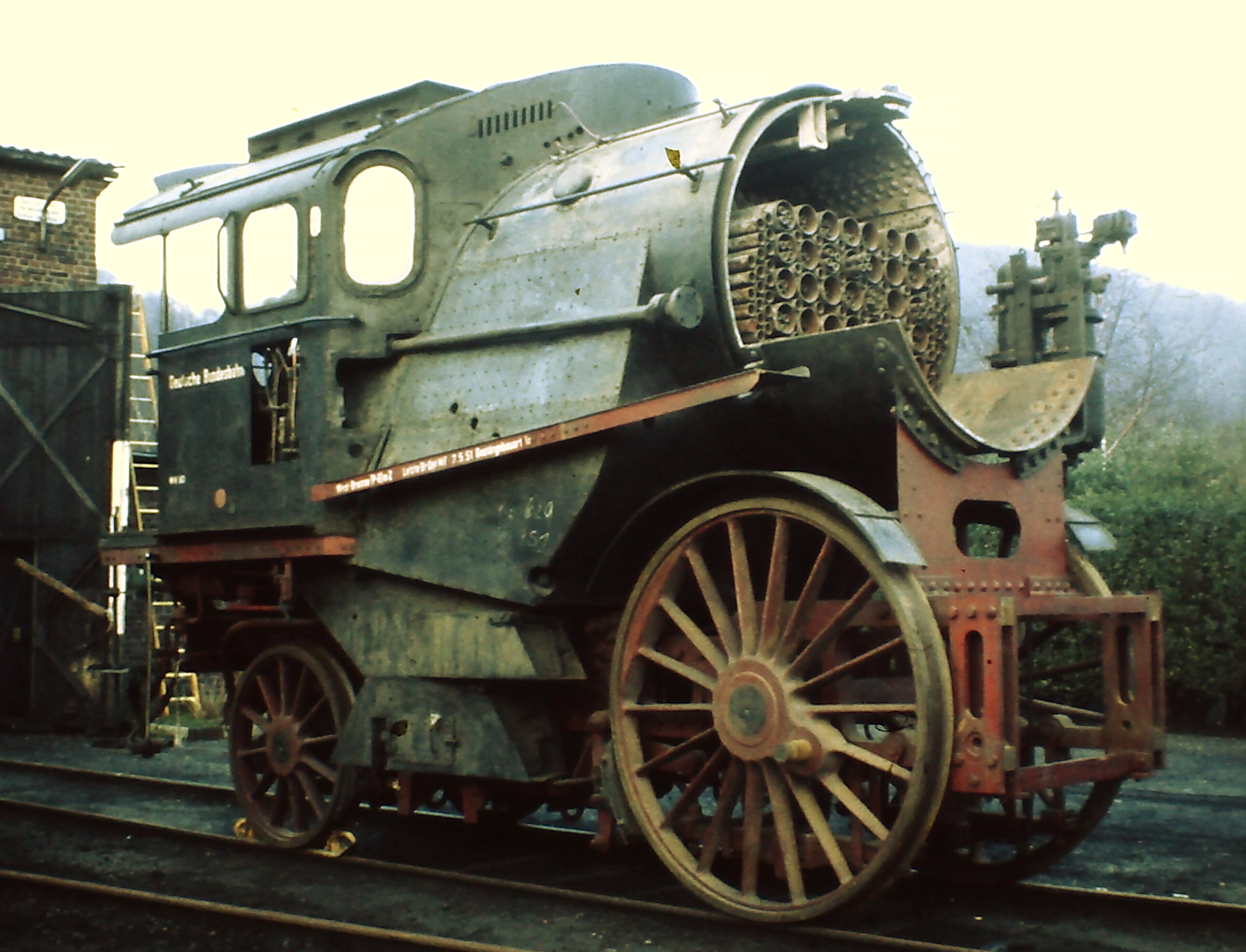
Torso 18 427 al Eisenbahnmusum Bochum-Dahlhausen (entro il 2010)
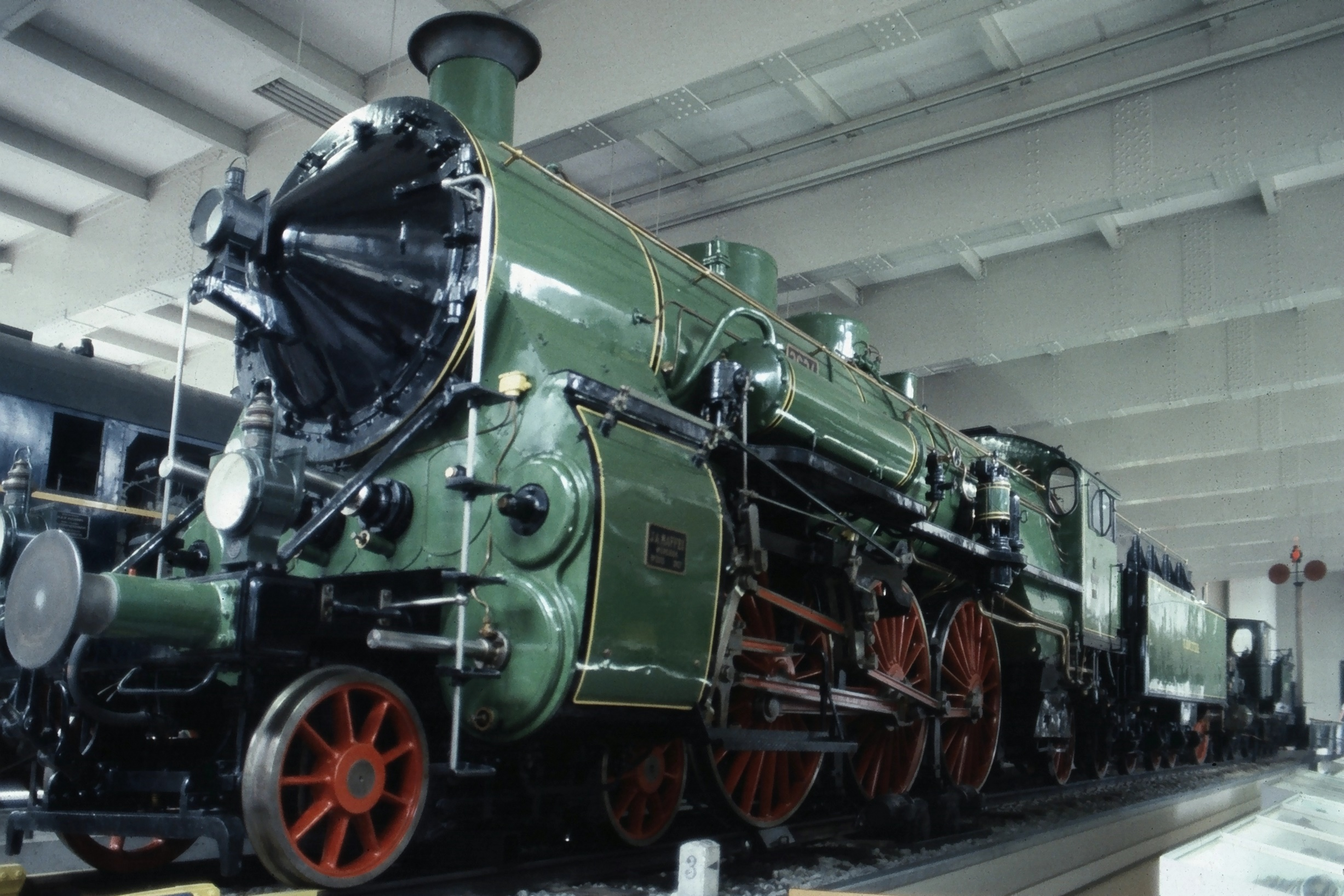
S 3/6 al Deutsche Museum
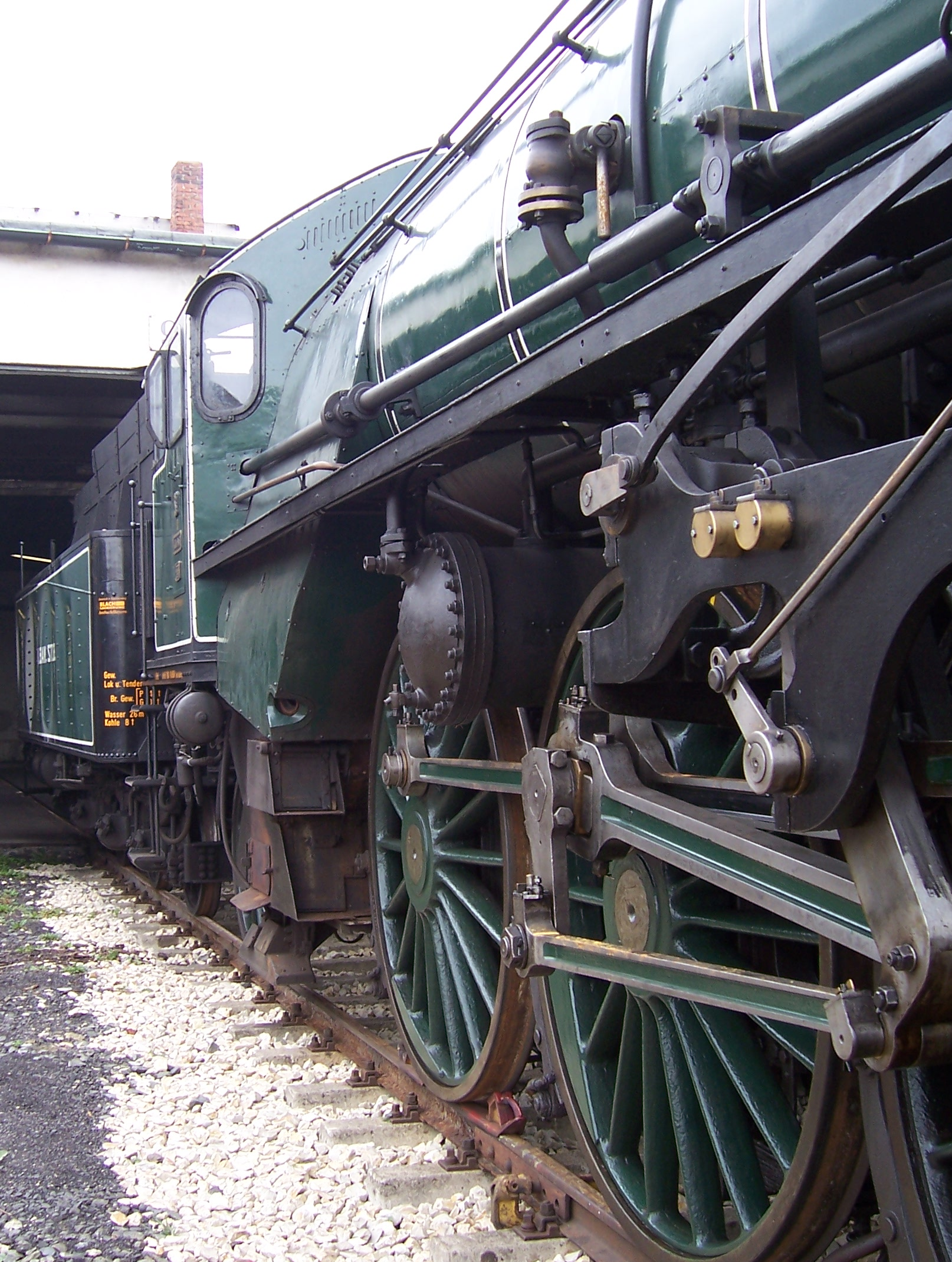
Particolare del meccanismo motore
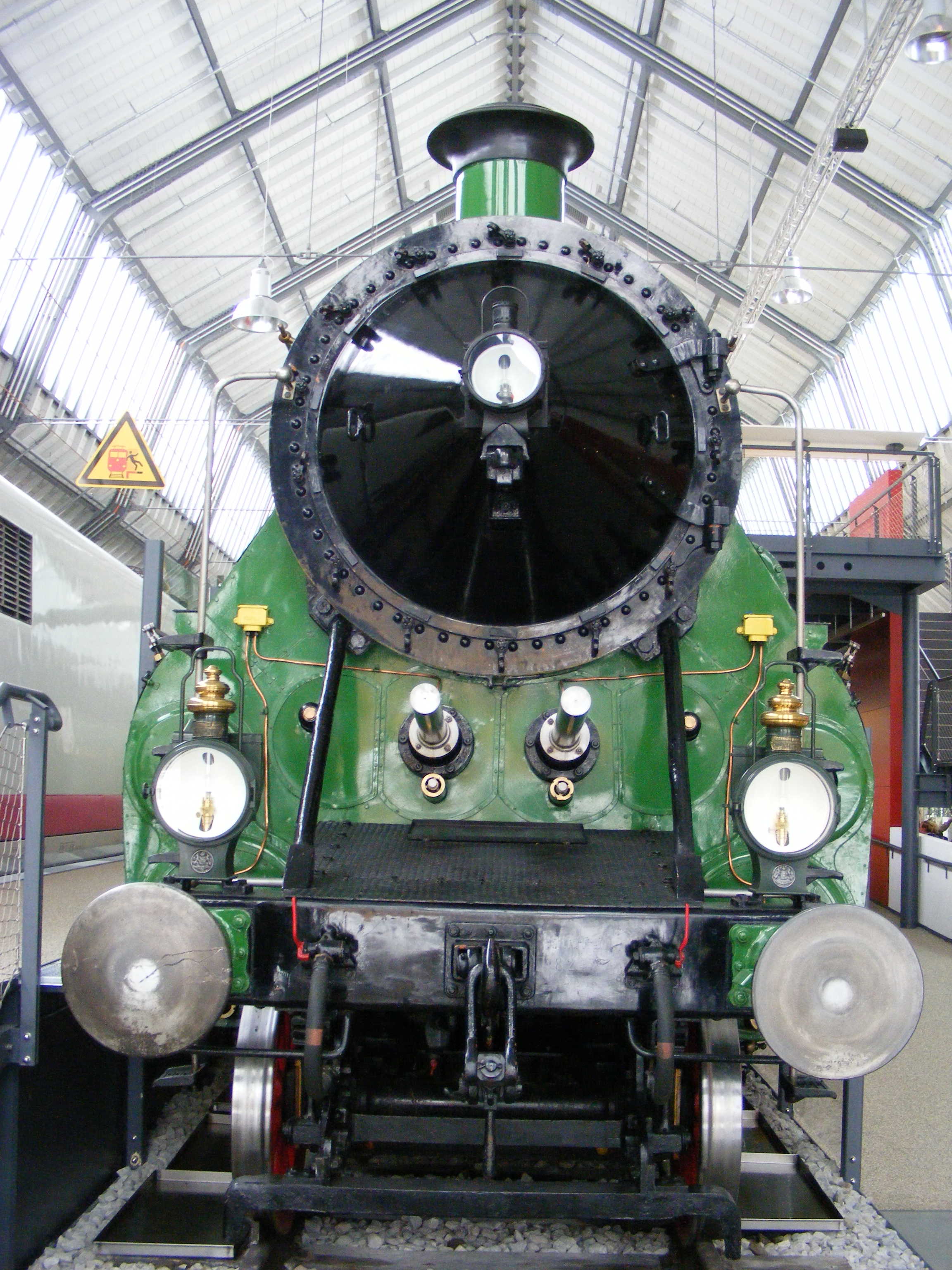
Frontale della S 3/6